# تركان داغ أوغلو
تُركان داغ أوغلو (بالتركية: Türkan Dağoğlu)‏, (ولد: 10 سبتمبر 1945, في تكيرداغ, تركيا) طبيبة بروفيسور وسياسية تركية. ونائب سابق في البرلمان التركي في دورته (24) ممثلة عن حزب العدالة والتنمية.